# …And Justice for All (skladba)
…And Justice for All je druhá a titulní skladba stejnojmenného alba skupiny Metallica, které vyšlo roku 1988.
Celá píseň je velmi riffově obsáhlá a textově pojednává o nespravedlnosti a korupci v soudním prostředí. Na Damaged Justice Tour v letech 1988/89 měla skupina na pódiu sochu spravedlnosti, která se vždy na konci písně rozpadla – poukazuje na bezmoc spravedlnosti. Je považována za jednu z nejlepších písní Metallicy. Zároveň patří k jejím nejdelším písním.